# Padierno
Padierno es una entidad de población española del municipio de Tabera de Abajo, perteneciente a la provincia de Salamanca, en la comunidad autónoma de Castilla y León.

## Historia
Hacia mediados del siglo XIX, el lugar, una alquería ya por entonces perteneciente a Tabera de Abajo, tenía contabilizada una población de tres habitantes. Aparece descrito en el duodécimo volumen del Diccionario geográfico-estadístico-histórico de España y sus posesiones de Ultramar de Pascual Madoz con las siguientes palabras:

PADIERNO: alq. en la prov. de Salamanca, part. jud. de Ledesma, térm. jurisd. de Tabera de Abajo. pobl.: 1 vec., 3 almas.
(Madoz, 1849, p. 506)

En 2023, la entidad singular de población tenía empadronados cuatro habitantes.